# Goodies
Goodies es el sexto álbum de estudio del guitarrista de jazz nortemericano George Benson, y su segundo y último disco para Verve. En este trabajo le acompaña, como músicos de sesión,  un elenco de veteranos como Clark Terry, el trombonista Garnett Brown y Chuck Rainey al bajo eléctrico. Los arreglos y la dirección de las secciones orquestales de metales, maderas y de cuerdas corren a cargo de Horace Ott. En el tema que cierra el álbum, «People Get Ready», Benson cuenta con los coros del grupo vocal de soul y góspel femenino The Sweet Inspirations.
La grabación se hizo en dos sesiones, el 17 y 18 de noviembre de 1968, en los Estudios A & R de Nueva York, fundados por Jack Arnold y Phil Ramone.

## Antecedentes
Este álbum formaba parte del compromiso contractual con Verve, después de que el guitarrista firmara con A&M/CTI donde ya había grabado Shape of Things to Come sólo unas semanas antes.

## Recepción y críticas
Para Richard S. Ginell de AllMusic, el trabajo de Benson en este álbum resulta en una extraña mezcla de sonidos, a pesar de que "su interpretación es magnífica en todo momento". Considera los arreglos de cuerda de Horace Ott como excesivamente ambiciosos y carentes de fuerza en su tono.
Los créditos de la contraportada del LP fueron escritos por el DJ neoyorquino Del Shields, quien también era el Secretario Ejecutivo de la Asociación Nacional de Locutores de Radio y Televisión Norteamericana. Él considera Goodies como un buen álbum en el que Benson alcanza un nivel de desarrollo artístico que le permite transmitir sus ideas, demostrando que "sabe lo que hace, sin tanteos ni falsedades".

## Portada
La fotografía de la portada del LP original de 1969 fue realizada por Stephen Stuart.
En esta imagen se aprecia un detalle de una obra del artista neoyorquino, Barton Lidice Beneŝ (fallecido el 30 de mayo de 2012), la cual también puede verse completa y en blanco y negro en la contraportada. Las obras de Beneŝ, cuyo nombre aparece también en los créditos del álbum, se caracterizaban por plasmar su pasión por el arte y el coleccionismo en forma de relicarios o collages de curiosidades, donde reunía objetos cotidianos y recuerdos personales, característica que se aprecia en la portada de Verve.
La palabra inglesa "goodies",  que da título a este álbum, se refiere generalmente a cosas ricas, atractivas o deseables, a menudo con un toque de placer o indulgencia. También puede usarse para describir pequeños regalos, obsequios o detalles agradables que se ofrecen a alguien. Tal como describe Den Shields en los créditos, refiriéndose a los temas musicales: «El título de este álbum no podría ser más acertado, ya que contiene una impresionante bolsa de goodies, cada uno de ellos más delicioso que el anterior.»

## Lista de temas
| #  | Título                                    | Compositor/es                           | Duración |
| -- | ----------------------------------------- | --------------------------------------- | -------- |
| 1. | "I Remember Wes"                          | George Benson                           | 3:50     |
| 2. | "Carnival Joys"                           | George Benson                           | 3:50     |
| 3. | "(You Make Me Feel Like) A Natural Woman" | Carole King, Gerry Goffin, Jerry Wexler | 4:40     |
| 4. | "That Lucky Old Sun"                      | Beasley Smith, Haven Gillespie          | 3:37     |
| 5. | "Julie"                                   | George Benson                           | 3:10     |
| 6. | "Windmills of Your Mind "                 | Michel Legrand, Alan y Marilyn Bergman  | 5:00     |
| 7. | "Doobie, Doobie Blues "                   | George Benson                           | 5:10     |
| 8. | "Song for My Father'"                     | Horace Silver                           | 4:45     |
| 9. | " People Get Ready"                       | Curtis Mayfield                         | 4:10     |

## Créditos
- George Benson – guitarra y voz (en tema 4)
- Paul Griffin - piano, celesta
- Leo Morris – batería (en 1-5, 7-9)
- Leo Morris – batería (tema 6)
- Chuck Rainey – bajo eléctrico (en 1-5, 7-9)
- Bob Cranshaw – bajo eléctrico (tema 6)
- Arthur Clarke, George Marge – saxofón tenor, flauta
- Buddy Lucas – armónica
- Jack Jennings – congas, vibráfono
- Garnett Brown – trombón
- Clark Terry – trompeta
- The Winston Collymore Strings – violín, viola
- The Sweet Inspirations – coros

## Producción
- Esmond Edwards - productor
- Horace Ott - arreglista, director musical
- Don Hahn - ingeniero de sonido
- Val Valentin - director ingeniería de sonido
- Del Shields - notas del álbum
- Stephen Stuart - fotografía
- Portada - Barton Beneŝ